# Берлинский протокол (1918)
Берлинский протокол — международный договор, подписанный в Берлине 25 сентября 1918 года. Договор был подписан между представителями Болгарии, Турции, Германии и Австро-Венгрии. Он предусматривал передачу Северной Добруджи в состав Болгарии.
В 1916 году Румыния вступила в Первую мировую войну на стороне Антанты. Однако румынская армия оказалась разбита войсками Центральных держав и была вынуждена в 1917 году заключить перемирие. В начале 1918 года Румыния подписала сепаратный мирный договор с Четверным союзом. По условиям мира Южная Добруджа переходила из состава Румынии в состав Болгарии. Таким образом Болгарии удалось вернуть утраченную после Второй Балканской войны территорию. Над Северной Добруджей устанавливался кондоминиум держав Четверного союза.
В условиях наступления войск Антанты против болгарской армии и поражений последней, Германия сделала попытку усилить позиции правительства Васила Радославова, которое теряло поддержку в Болгарии. 25 сентября 1918 года представители Центральных держав в Берлине подписали Берлинский протокол о передачи Северной Добруджи в состав Болгарии.
Однако уже 29 сентября Болгария подписала перемирие и вышла из Первой мировой войны.
Таким образом, Северная Добруджа осталась в составе Румынии, помимо этого по Нёйискому договору Южная Добруджа вернулась в состав Румынии.